# كيكاوس

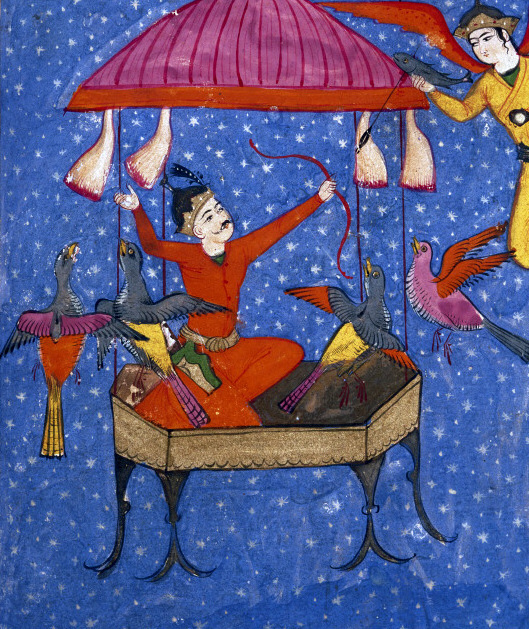

كيكاوس أو كيكاووس من أهم الشخصيات الشاهنامة والأفستا وقد ذكر اسمه في الأساطير الدينية الهندية والإيرانية. ويسمى في الكتب العربية كيقاوس ويعرب كي‌قابوس.و هو الملك الثاني من الكيانيين وهو ابن كيقباد في الشاهنامة، وفي كتب أخرى أنه حفيده أو ابن أخيه.